# Євген Семтьов
Євген Семтьов (швед. Eugen Semitjov; *22 травня 1923, парафія Енгельбрект, Стокгольм — 12 червня 1987, парафія Санкт-Горан) — шведський карикатурист, письменник, космічним експерт і журналіст. З 1942 по 1957 рік він малював серію Аллан Кемпе. У 1972 році отримав Велику журналістську премію.

## Біографія

### Історія та ранні роки
У 1923 році батьки Семтьова приїхали до Швеції з Радянського Союзу. Батька звали Володимир Семтьов, його дружину — Фаїна, брата — Володимир «Володя» Семтьов. Всі вони були письменниками.
Євген Семтьов мав технічну освіту, і його бос вважав, що він має талант до малювання, тому його відправили до Berghs Reklamskola. Пізніше він став малювати як автомобільний журналіст Стокгольма.

### Кар'єра
Під час Другої світової війни Семтьов служив на F8 Barkarby як бортмеханік. За його власними словами, серію Allan Kämpe він почав малювати під час тих сесій на F8, коли нічого не відбувалося і всі чекали наказів. З 1942 по 1957 рік він намалював серіал, який найбільше схожий на шведського Блікста Гордона. Його першою серією був Rolf Stål, який, однак, був відхилений прес-службою Булла, але пізніше серія була опублікована в тижневику Såningsmannen, з № 52, 1952 до № 30, 1953. Їй дали назву «Пригода у світовому космосі».
Після 1947 року він почав створювати карикатурні космічні репортажі та став піонером у галузі новинної графіки. Як письменник-фантаст і автор, він використовував як особливу тему Космос. Коли в 1957 році був запущений Спутник 1, йому довелося зробити малюнок, який заповнив всю першу сторінку Aftonbladet.
Євген Семтьов написав кілька науково-популярних книг і статей для журналів про космічні подорожі та інші дослідження. Семтьов також написав кілька книг про суперечливі явища, наприклад, НЛО та паранормальні явища, у цікавий та творчий спосіб, серед іншого, натхненний теоріями Еріха фон Денікена, зокрема про те, що засновники світових релігій відвідували інопланетян, серед іншого з посиланням на те, що німб на середньовічних картинах Ісуса міг виглядати як космічний шолом. Коли почалася космічна гонка, написання та ілюстрування газетних статей стало настільки масштабним, що він не встигав писати жодної книги. Це видно з видання написаних ним книг.
Міжнародний прорив у Євгена Семтьова відбувся в 1960 році, коли видавництво «Аллерс» направило його до Радянського Союзу, щоб написати про російські космічні дослідження. Він став першим західним журналістом, який мав привілей безпосередньо брати інтерв'ю у космонавта Юрія Гагаріна після того, як він став першою людиною в космосі. Інтерв'ю було рідною мовою Гагаріна, російською. Євген висвітлював чотири з шести місячних місій на місці в США та повідомляв про них у шведській пресі. Під час першої висадки на Місяць у 1969 році Семтьов брав участь як сторонній спостерігач у прямому ефірі Бенгта Фельдрайха, як космічний експерт, яким він насправді був. У 1972 р. Семтьову присуджено Велику журналістську премію в групі за іншу періодичну пресу з обґрунтуванням; «за блискучу науково-популярну журналістику, яка перейшла від області наукової фантастики до реалістичного та реалістичного репортажу з цьогорічним циклом „Наше драматичне майбутнє“ Аллера як кульмінацією». Через три роки, у 1975 році, Семітьов також був удостоєний премії Жуля Верна. На місці у Флориді він також стежив за першим запуском космічного човника.

### Конфіденційність
Євген Семтьов — був одружений у 1952—1961 роках з акторкою Інгою Брінк (1913—2010), а в 1963—1979 роках з моделлю Анн-Марі Махнов (1937—2016). Євген Семтьов похований на кладовищі Лідінго.

## Премія Євгена Семтьова
Від початку заснування в 1984 році асоціації «Шведський космічний рух» для сприяння інтересу до космічних подорожей у Швеції Євген був провідним її членом. У 1991 році асоціація змінила назву на Шведське космічне товариство, а потім в першій половині 1990-х років поступово занепало, щоб знову відродитися в 2012 році. Після смерті Семтьова в 1987 році Шведський космічний рух заснував премію його пам'яті під назвою «Премія Євгена Семтьова».

### Видавець
- Semitjov, Vladimir (1982). Viktor Somovs dagbok: Ryssland — från drömmar till mardröm / presenterad av Volodja och Eugen Semitjov ; [övers. från de ryska dagböckerna av Volodja Semitjov, pseudonym för Vladimir Semitjov]. Stockholm: Askild & Kärnekull. Libris 7437457. ISBN 91-582-0291-9

### Друковані джерела
- Svenskt konstnärslexikon del V, sid 117, Allhems Förlag, Malmö. Libris 8390293